# Tahir ibn al-Husayn
Tahir ibn al-Husayn (in arabo ﻃﺎﻫﺮ ﺑﻦ ﺍﻟﺤﺴﻴﻦ‎?; Pūshang, 776 – Merv, 822) è stato un generale e funzionario persiano.

## Biografia
Fu generale e governatore del Khorasan durante la dinastia califfale degli Abbasidi, più nello specifico sotto al-Maʾmūn.
Nella guerra civile fra i due fratelli al-Maʾmūn e al-Amīn, sostenne il primo combattendo ʿAlī b. ʿĪsā b. Māhān, sconfiggendo un esercito che era numericamente il doppio (50.000 uomini contro i 20–25.000 soldati),
Nell'813 disubbidendo agli ordini al-Maʾmūn non si limitò alla cattura del fratello nemico ma lo fece decapitare. Nell'821 il califfo gli donò un'ampia porzione dei suoi domini (secondo lo storico Ṭabarī si trattava dei suoi possedimenti ad oriente di Baghdad) per ricompensarlo dei suoi tanti sforzi e successi militari. Fu lui stesso, quindi, a rendere di fatto il suo governo indipendente.
Fondò la dinastia Tahiride, la prima dinastia di origine iraniana della Persia islamica.